# A. K. Hangal
Avtar Kishan Hangal (Sialkot, 15 de agosto de 1917 - Bombay, Maharastra, India, 26 de agosto de 2012), popularmente conocido como A. K. Hangal, fue un luchador por la libertad de India (entre 1929 y 1947) y luego se convirtió en actor de teatro (entre 1936 y 1965). En 1966 se convirtió en actor de películas en idioma hindi.
Sus papeles más notables fueron como Ram Shastri en Aaina (1977), como Inder Sen en Shaukeen, como Bipinlal Pandey en Namak Haraam, como Imaam Sa'ab en Sholay, como Anokhelal en Manzil y el antagonista en Prem Bandhan y en 16 de las películas que hizo con Rajesh Khanna. Ha actuado en alrededor de 225 películas hindi en una carrera que se extendió desde 1966 hasta 2005 y fue artista de teatro 1936 a 1965.
Hangal fue visto por última vez en un programa de televisión llamado Madhubala, en mayo de 2012.
A. K. Hangal murió el 26 de agosto de 2012 a la edad de 97 años.